# Desfontainia plowmanii
Desfontainia plowmanii är en tvåhjärtbladig växtart som beskrevs av R.E. Schultes. Desfontainia plowmanii ingår i släktet Desfontainia och familjen Columelliaceae. Inga underarter finns listade.